# Tetraulax minor
Tetraulax minor är en skalbaggsart som beskrevs av Stefan von Breuning 1958. Tetraulax minor ingår i släktet Tetraulax och familjen långhorningar.
Artens utbredningsområde är Kenya. Inga underarter finns listade i Catalogue of Life.